# Breccia (Como)
Breccia è un quartiere del comune di Como con 5 456 abitanti. Confina con i comuni di San Fermo della Battaglia, Montano Lucino e Grandate, ed
è servita dalla stazione di Grandate-Breccia, facente parte della linea ferroviaria per Saronno.

## Origini del nome
Il toponimo sembra derivare da breggia, ovvero "pietra da macina".

## Storia

### Preistoria ed età antica
Breccia fu abitata in età pre-romana, forse addirittura dal I millennio a.C. Le scoperte archeologiche locali (la necropoli dell'età del Ferro in zona detta della "Ca' Morta"), riallacciano Breccia e la sua regione alla cosiddetta Cultura di Golasecca, mentre la "Tomba del Carro" (scoperta nel 1928) a quelle delle scoperte simili delle culture di Hallstatt e di La Tène. La stele ritrovata in zona di Prestino (oggi al Museo archeologico Paolo Giovio di Como), datata intorno al 450 a.C., con una dedica scritta in un alfabeto etrusco (nord etrusco-leponzio) ma di lingua celtica, mostra lo stato della popolazione locale in epoca pre-romana. L'ara votiva rinvenuta nei terreni di proprietà della famiglia Giovio, dedicata ad una divinità locale di nome "Paronno" da una persona con un nome gentilizio indigeno ("Al dio Paronno, sciolse il voto contento, meritatamente, Marco Masclio Massimo"), mostra che la regione non era ancora completamente romanizzata nel secondo secolo d.C., benché Como fosse stata colonizzata da 3.000 coloni con le loro famiglie (circa 12 000 persone, di cui 500 Greci provenienti dalla Magna Grecia) nell'89 a.C., ben 107 anni dopo la conquista romana della Gallia Cisalpina, avvenuta nel 196 a.C. ad opera del console Marco Claudio Marcello.  Lo storico Tito Livio chiamò "Comum" il territorio di Breccia-Prestino, ignorando la città. Quando si decise di rifondare il centro abitato, spostandolo nella posizione attuale in riva al lago, prese il nome di "Novum Comum".
Dalla caduta dell'Impero romano d'Occidente (476 d.C.) all'anno mille circa, nella zona si stanziano i Longobardi, poi i Franchi (dal 774), i cui ricordi si trovano per lo più nei toponimi ( come "Gaggio", da "gahagi", bosco o brughiera) e fino ad oggi nel dialetto (come "scussaa", da "skauz", grembiule, "strach", da "strak", stanco, ecc...). Contrariamente a Milano, Como non ha avuto un conte longobardo, ma è rimasta una città vescovile, dove il vescovo (scelto tra Longobardi o Franchi) ha svolto anche i compiti dell'autorità civile e dopo il 967 i vescovi ebbero anche il titolo di conte.

### Medioevo ed età moderna
A partire dal Medioevo Breccia fece parte dei Corpi Santi di Como, espressione che definiva i comuni rurali, fuori dalle mura cittadine.  Nel 1040 il vescovo Letigerio fonda il monastero benedettino di San Carpoforo, che ebbe dei possedimenti anche a Breccia. Il 4 giugno 1095 Urbano II consacra la chiesa di Santa Maria di Lurate in Vergosa (ossia l'antica chiesa parrocchiale di San Fermo della Battaglia). Anche i possedimenti dell'antica chiesa cattedrale comense di Sant'Abbondio si estesero in parte a Breccia. La chiesa di San Cassiano a Breccia è citata per la prima volta nell'inventario dei beni posseduti in luogo dal Capitolo dei Canonici del Duomo di Como nel 1298.
La vicinatia de Bregia è citata negli statuti comaschi del 1335 e nell'estimo del 1439 è elencata fra le comunità appartenenti alla Castellanza del Baradello; con la demolizione del castel Baradello e la soppressione della Castellanza, avvenuta nel 1527, Breccia venne inserita nella pieve di Zezio.
Nel 1551 il vescovo di Como Feliciano Ninguarda accerta l'erezione della chiesa di Breccia in parrocchia e denuncia la scarsa densità di popolazione (40 famiglie, 350 persone).
Nel 1652 Breccia e Lazzago risultano formare un'unica comunità all'interno dei Corpi Santi di Como. Un secolo più tardi, il comune breccese non risulta né infeudato né soggetto ad alcun carico per la redenzione. Nel 1757 Breccia con Lazzago risultava parte della Pieve di Fino, della quale seguì le sorti fino all'ultimo decennio del Settecento.

### Età contemporanea
Un decreto di riorganizzazione amministrativa del Regno d'Italia napoleonico datato 1807 sancì l'annessione del comune di Breccia a quello di Como, decisione cancellata dalla Restaurazione.
Nella suddivisione provinciale del 1816 (Regno Lombardo-Veneto) Breccia era ancora unita a Lazzago.
Ancora alla fine dell'Ottocento Breccia confinava con i comuni di Vergosa (oggi San Fermo della Battaglia), di Montano Lucino, Grandate, Monte Olimpino, che fu soppresso nel 1884, e Rebbio, che fu assorbito da Como nel 1937.
Breccia costituì un comune autonomo fino al 1943, quando venne aggregato al comune di Como.
Da un punto di vista ecclesiastico, nel 1970-1972 il quartiere di Prestino si è scisso da Breccia ed ha costituito una sua propria parrocchia.

## Monumenti e luoghi d'interesse

### Architetture religiose

#### Chiesa di San Cassiano
La chiesa di San Cassiano è menzionata come parrocchiale già negli atti della visita pastorale compiuta dal vescovo Ninguarda alla fine del XVI secolo. Menzione del primo organo della chiesa si ha invece nel novembre del 1756. Il parroco don Francesco Locarno (morto nel 1818) aveva in mente la costruzione di un nuovo e più grande strumento, che fu poi realizzato dall'organaro Carnisi nel 1854, dei lavori di restauro dello strumento sono poi stati eseguiti nel 1887 e nel 1942. 
Internamente, la chiesa è organizzata secondo i classici schemi post-tridentini: lungo il lato sinistro della navata si trovano  cappella del battistero e cappella della Crocifissione (con relativo gruppo scultoreo), mentre in faccia a quest'ultima è collocata una cappella dedicata alla Madonna del Rosario.
Il presbiterio, rinnovato nel 1933, ospita un imponente altare in marmi policromi. In cima alla parete di fondo del presbiterio si trova una vetrata raffigurante la discesa dello Spirito Santo.
Di particolare interesse è l'attuale organo, situato in controfacciata, uno dei più importanti di tutta la Diocesi di Como. Si tratta un Balbiani-Vegezzi-Bossi, inaugurato nel 1969 da Fernando Germani, e grazie al quale la parrocchia ha iniziato una grande tradizione di concerti nel famoso "Maggio Organistico Breccese". In tanti anni all'organo si sono succeduti i migliori organisti italiani e mondiali. Il legame con la Cappella Sistina di Roma, in particolare con Mons. Pablo Colino, ha portato varie volte il coro medesimo ad eseguire brani di altissimo valore. D'obbligo ricordare il Prof. Luigi Grisoni, anima, cofondatore e sostenitore dell'associazione musicale "Amici dell'organo", anche dopo il suo trasferimento nella capitale. Grisoni trovò nell'eccellente organista e parroco don Ernesto Guglielmetti la forza e l'appoggio per la realizzazione del progetto. L'associazione pubblicava libri musicali-liturgico-organistici di noto valore. La parrocchia di Breccia ha così "prodotto" numerosi organisti, tra cui il compianto Giuseppe Andreoletti. Ad oggi tutte le celebrazioni liturgiche festive e rilevanti sono musicate e perciò si alternano nell'animarle ottimi organisti: Simone Antonucci, Antonio Carbone, Daniele Grisoni, Daniele Molteni, Luca Berti.
Da segnalare anche gli arredi sacri in legno che occupano lo spazio tra il presbiterio e le cappelle laterali: sul lato sinistro si trova un primo confessionale, ricavato nella porzione inferiore di una struttura che ospita parte delle canne dell'organo; un secondo confessionale si trova sul lato destro, in posizione speculare al precedente, ricavato nella porzione inferiore di un pulpito.

### Architetture civili

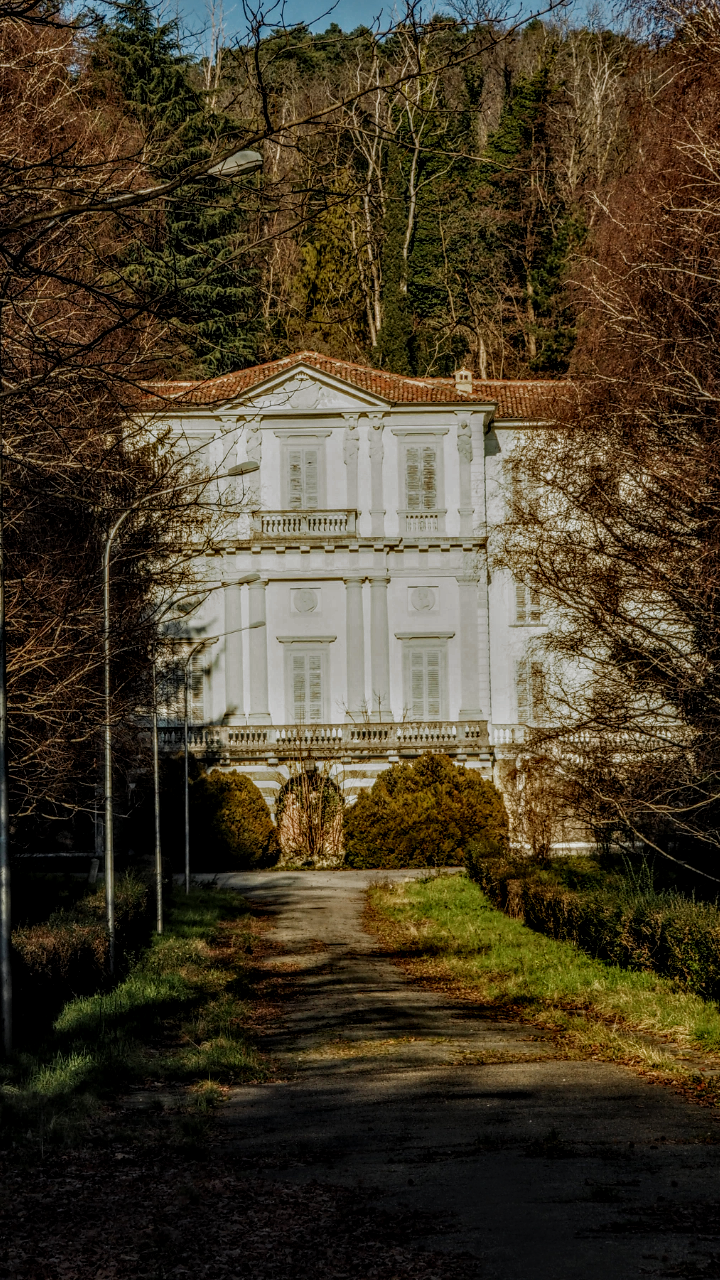
Villa Giovio

#### Villa Giovio
A Breccia, tra il 1790 e il 1795 l'architetto Simone Cantoni edificò Villa Giovio, su incarico di Francesco (o Giambattista) Giovio. Per la realizzazione della villa, probabilmente costruita sulla base di una precedente dimora, Cantoni si avvalse della collaborazione di Innocente Regazzoni.
Dotata di pianta a "U", la villa è introdotta da un lungo viale prospettico che parte dalla via Varesina. La facciata, ornata da lesene e telamoni, è preceduta da un pronao. Alla base della facciata, uno zoccolo decorato a bugnato.
Nel cortile trova posto una scenografica doppia scalinata, impostata attorno a una grande nicchia.
Internamente, un salone a pianterreno ispirato a Palazzo Serbelloni di Milano è decorato da cornici e lesene.
Dopo essere appartenuta alla curia diocesana, la villa divenne proprietà dell'INAIL, che fino agli anni 1980 la adibì a struttura per malati di silicosi. Nel 2020 è stata messa in vendita dal Ministero dell'economia e delle finanze.

#### VIlla Giulini
A Lazzago si trova il complesso di Villa Giulini, che nella parte più antica risale alla fine del XVI secolo. Un tempo, il complesso era noto come Villa Odescalchi. Il complesso, contornato da un parco naturalistico caratterizzato dall'alternanza di grandi prati aperti, boschi, filari monumentali e roccoli, comprende due parti. Un primo nucleo si compone di una villa seicentesca, appartenuta a papa Innocenzo X, con annessi un giardino formale e una serie di rustici disposti a corte, una cappella gentilizia e una vecchia filanda. Un secondo nucleo include un castello che in passato fungeva da dogana per i passanti diretti in Svizzera. Annesse al castello vi sono alcune cascine, tra cui la cosiddetta "Cascina Tre Camini" che oggi si affaccia sulla strada che conduce all'ospedale Sant'Anna. Nella parte del complesso digradante verso ovest si trova inoltre un giardino all’inglese che include monumentali gruppi di Cedrus deodara, Cedrus atlantica e altre pregiate conifere. All'interno del complesso di Villa Giulini ha soggiornato Benedetto Odescalchi, passato alla storia come papa Innocenzo XI. La proprietà include inoltre una briglia per deviare le acque del fiume Seveso, opera idraulica voluta da Gian Galeazzo Maria Visconti.

#### Villa Odescalchi
Il versante sud-occidentale del Monte Caprino ospita il complesso di villa Odescalchi, già proprietà dell'omonima famiglia. Costruito nel 1577 in posizione dominante sulla piana di Breccia, il complesso è inserito in un ampio parco che comprende una dimora padronale, una cappella gentilizia e un edificio rurale. L'edificio padronale è introdotto da un cortile attraversato da un acciottolato con decorazioni a motivi geometrici.

#### Altro
- Villa Linati (fine Ottocento)[27]

## Società

### Evoluzione demografica

#### Demografia pre-unitaria
- 1696: 495 abitanti[28]
- 1751: 544 abitanti[5]
- 1771: 585 abitanti[7]
- 1799: 650 abitanti[8]
- 1805: 655 abitanti[8]
- 1853: 1 023 abitanti[9]

#### Demografia post-unitaria
- 1861: 1 085 abitanti[10]
- 1871: 1 079 abitanti[10]
- 1881: 1 140 abitanti[10]
- 1901: 1 141 abitanti[10]
- 1911: 1 212 abitanti[10]
- 1921: 1 268 abitanti[10]
- 1931: 1 317 abitanti[10]
- 1981: 3 948 abitanti[29]
- 1991: 4 311 abitanti[29]
- 2001: 3 369 abitanti[29]
- 2008: 3 254 abitanti[29]

## Economia
Le principali attività produttive sono state a lungo, con l'agricoltura, la bachicoltura e la viticoltura.
Nel 1935 si contavano ancora nel comune 39 allevatori di bachi da seta e nel 1942 si censivano ancora 17.257 piante di vite appartenenti a 58 coltivatori, il più importante dei quali era il parroco, con 3.000 viti.

## Infrastrutture e trasporti
Attraversata dalla via Varesina, (Strada statale 342 Briantea), fra il 1910 e il 1955 la località era servita da una fermata posta lungo la Tranvia Como-Appiano Gentile-Mozzate.

### Ferrovie

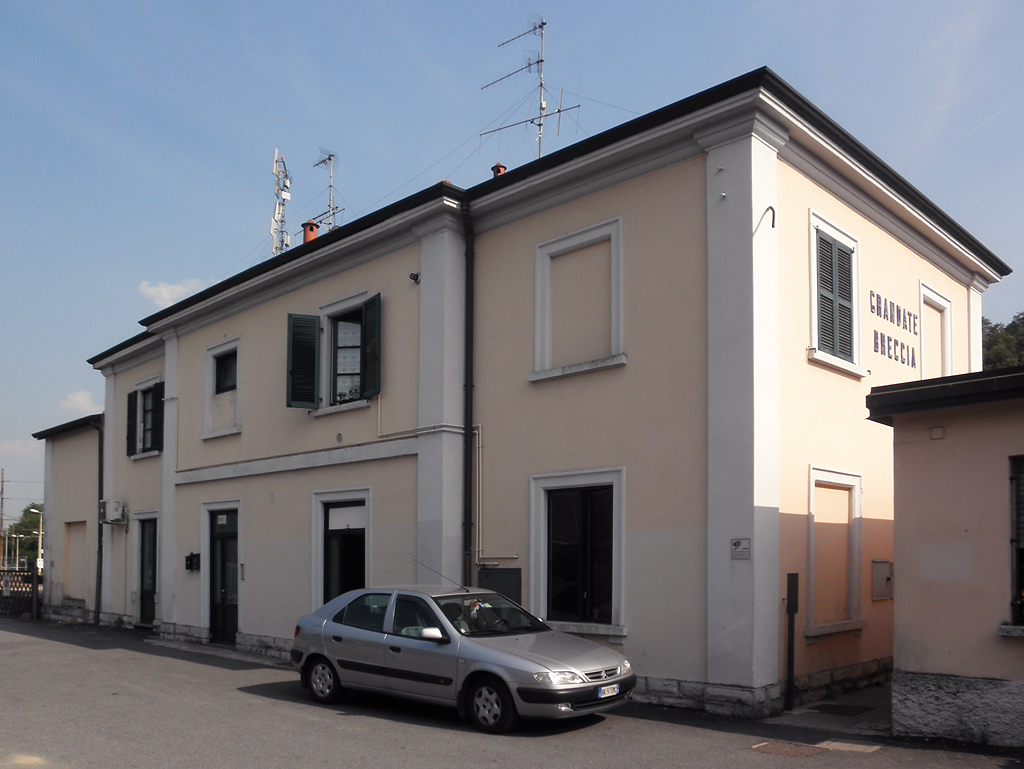
Il fabbricato viaggiatori di stazione

Il quartiere insieme al comune di Grandate è servito dalla ferrovia Como-Saronno tramite la Stazione di Grandate-Breccia delle Ferrovie Nord Milano. Fino al 1966 era in funzione anche la linea Como-Varese sempre delle Ferrovie Nord Milano che collegava direttamente con Varese Nord.

## Amministrazione

### Elenco dei sindaci dal 1861 al 1943
Il 17 marzo 1861 fu ufficialmente proclamato il Regno d'Italia, da quella data si succedettero come sindaci di Breccia:
- 1861, ing. Antonio Stoppani
- 1861, Pietro Redaelli
- 1862, ing. Antonio Stoppani
- 1863, conte Giovanni Giovio (fino al 1880)
- 1881, dott. Gian Antonio Galli (fino al 1901)
- 1902, Giulio Braghenti (fino al 1914)
- 1915, conte Giorgio Giulini (internato in Germania durante la Grande Guerra)
- 1918, dott. Francesco Butti (subentrante fino al 1926)
- 1926, rag. Gustavo Marzorati (podestà fino al 1928)
- 1928, cav. Federico Lo Monaco (commissario prefettizio)
- 1929, dott. Bernardo Butti (podestà fino al 1932)
- 1932, Gian Battista Benzoni (commissario prefettizio e poi podestà fino al 1937)
- 1937, rag. Alberto Benzoni (podestà fino al 1942)
- 1942, Eraldo Longhino (commissario prefettizio fino al 27 agosto 1943, data dell'aggregazione di Breccia al comune di Como)[32].

### Caduti
Durante la Prima Guerra mondiale il comune di Breccia ha avuto ventinove caduti, uno durante la Guerra di Spagna e otto durante la Seconda Guerra mondiale, cinque sono stati i dispersi in Russia.

### Cittadinanza onoraria
Il 21 maggio 1924 il commissario prefettizio avv. Bernardino Parravicini "accogliendo e fancendo propria la domanda dei maggiorenti del Comune, che sono sicuri e fedeli interpreti dei sentimenti della popolazione tutta" così come avevano fatto altri comuni "conferiva a S. E. l'On. Benito Mussolini, salvatore della patria, la cittadinanza onoraria del Comune di Breccia".

### Fonti
- Santino Langè, Ville delle province di Como, Sondrio e Varese, a cura di Pier Fausto Bagatti Valsecchi, Vol. Lombardia 2, Milano, Edizioni SISAR, 1968.
- Luigi Mario Belloni, Renato Besana e Oleg Zastrow, Castelli basiliche e ville - Tesori architettonici lariani nel tempo, a cura di Alberto Longatti, Como - Lecco, La Provincia S.p.A. Editoriale, 1991.
- Touring Club Italiano (a cura di), Guida d'Italia - Lombardia (esclusa Milano), Milano, Touring Editore, 1999, ISBN 88-365-1325-5.
- Mario Mascetti, Furio Ricci, Alberto Rovi, Breccia una comunità la sua storia, Como - Breccia, Parrocchia di San Cassiano, 1999.
- Renato Manzoni e Enzo Pifferi, Parco Spina Verde, Como, E.P.I. - Enzo Pifferi Editore, 2005, ISBN 88-88174-51-6.

### Altre letture
- Nicoletta Ossanna Cavadini, Simone Cantoni architetto, Electa, Milano 2003.